# Дубовка (Ставропольський край)
Дубовка (рос. Дубовка) — село, адміністративний центр муніципального утворення «Сільське поселення Дубівська сільська рада» Шпаковського району Ставропольського краю

## Варіанти назви
- Дубівське

## Географія
Відстань до крайового центру: 25 км.
Відстань до районного центру: 14 км.

## Історія
Дата заснування: 1817 р.

## Інфраструктура
- Адміністрація Дубівської сільради[2]
- Культурно-спортивний комплекс[3]

## Освіта
- Дитячий садок № 24[4]
- Середня загальноосвітня школа № 16[5]

## Руська православна церква
- Храм св. вмч. Димитрія Солунського[6]

## Пам'ятники
- Братська могила 3 партизанів, які загинули за владу рад. 1918-1920, 1976 року[7]
- Пам'ятник активісту-комсомольцю П. Р. Шипилову, загиблому від рук куркулів. 1932 рік[8]